# Rémi-Pierre Paquin
Pour les articles homonymes, voir Paquin.
Rémi-Pierre Paquin est un comédien québécois originaire de Grand-Mère, près de Shawinigan. Il est principalement connu au Québec pour son rôle dans la série télévisée Les Invincibles, diffusée sur Radio-Canada, dans laquelle il interprète le personnage de Rémi Durocher. Il a joué le rôle de Carl Hébert dans la série La Théorie du K.O. et celui de Bidou Laloge dans Les Pays d'en haut. Il est aussi animateur pour Énergie Montréal 94.3 et 107,3 Rouge.

## Filmographie

### Cinéma
- 2006 : Après tout : Philippe
- 2007 : Ma tante Aline : Pierre-Alexandre Langlois
- 2010 : I Shot Your Ex-girlfriend![1]
- 2011 : Frisson des collines : l'abbé Labbé
- 2012 : Manigances : Christian Boivin
- 2014 : 1987 : le tenancier de restaurant
- 2022 : Viking de Stéphane Lafleur : Éric

### Télévision
- 2000 : 4 et demi… : Sylvain
- 2000-2004 : Fortier : policier
- 2002-2003 : Caméra Café : livreur
- 2003 : La Dame de cent ans (téléthéâtre)
- 2004 : La Vie rêvée de Mario Jean : Patrick Sauvageau
- 2005-2009 : Les Invincibles : Rémi Durocher
- 2007-2008 : Rumeurs : Christian Bergeron
- 2008 : Nos étés : Michel Faucher
- 2009 : Bienvenue aux dames : Ti-Louis Rivard
- 2010-2012 : Mauvais Karma : Marc Rajotte
- 2012 : 30 vies : Jean-François Lebel
- 2014 : La Théorie du K.O. : Carl Hébert
- 2014-2017 : Subito texto : Alain Beaucage
- 2016-2021 : Les Pays d'en haut : Bidou Laloge
- 2017 : Béliveau : Jean-Maurice Bailly
- 2018 : Les Simone : Jonathan
- 2020-2024 : C'est comme ça que je t'aime : René Croteau
- 2022 : Aller simple : Pierre-Luc Jodoin
- 2022 : Patrick Senécal présente : Jonathan
- 2022 : Garde partagée : artiste invité
- 2023 : Complètement Lycée : dangereux pimp
- 2025 : Anticosti (Séries Plus)[2]
- 2025 : Alertes : Pelletier (Illico+)[3]

### Doublage (animation)
- 2013-2015 : Les Awesomes (The Awesomes) : Prock
- 2020 - : Les Frères Apocalypse : Dave Bisson

### Animation
- 2009 : Rock n' Road (émission de téléréalité, MusiquePlus)
- depuis 2016 : Véronique et les Fantastiques (collaborateur, Rouge FM)
- depuis 2020 : Le Boost (CKMF-FM Énergie)